# Villa Göth

Villa Göth, byggd år 1950, är ett hus på Döbelnsgatan i Kåbo i Uppsala. Huset är byggnadsminne. Det ritades av Lennart Holm och Bengt Edman som bostad till Pharmaciachefen Elis Göth. Byggnaden har betydelse för den internationella arkitekturhistorien eftersom den anses ha gett upphov till begreppet brutalism.
Villa Göth, som har två våningar och källare, är byggd i mörkt tegel. Fönstren är odekorerade men bildar delvis band i fasaden. Över fönsterpartierna på fram och baksidan finns väl synliga I-balkar, ett exempel på hur materialvalet visas öppet i detta hus. Taket är ett flackt sadeltak. 
Planlösningen är öppen och även inomhus visas materialen ärligt. I innertaken framträder konturerna av betongens formar av råspont. Flera innerväggar är av samma mörka tegel som utsidan. Toaletten på första våningen är gjord i rå betong och har formen av Alvar Aaltos kända Savoy-vas. Centralt i villan finns öppna trappor, som förbinder våningarna med varandra.  
År 2007 byggdes det till ett garage med vidhängande carport. Arkitekt var även denna gång Lennart Holm. Villa Göth var hans första hus, och garaget blev troligen hans sista 57 år senare.

## Villa Göth och brutalismen
Termen brutalism gjordes populär när den brittiske arkitektkritikern Reyner Banham 1966 använde den i sin bok The New Brutalism: Ethic or Aesthetic? för att karaktärisera en ny grupp av arkitektoniska strömningar, speciellt i Europa. Den anses komma från uttrycket nybrutalism (new brutalism) som myntades 1950 av den svenske arkitekten Hans Asplund i en skämtsam kommentar om Villa Göth. Uttrycket spred sig genom engelska kolleger på besök i Sverige och togs upp av några yngre arkitekter i England. I ett brev från Hans Asplund till redaktören för Architectural Review, vilket publicerades i augusti 1956, beskriver Asplund hur han myntade begreppet. Brevet återges i Reyner Banhams The New Brutalism. 
"The new brutalism" är inte bara en arkitekturstil, utan ett sätt att förhålla sig till arkitekturen. Brutalismen strävar efter att skapa enkla, klara och funktionella byggnader, genom att exempelvis inte låta dem ge associationer eller skapa känslor. Rent stilmässigt kan brutalismen med dess stränga modernistiska formspråk sägas vara en reaktion mot 1940-talets arkitektur, som mycket präglades av ett nostalgiskt tillbakablickande.
"Brutalism" är ett uttryck som ofta används som skällsord för att beteckna storskalighet, okänslighet och bruk av råa material. Villa Göth ger kanske ett hårt och otillgängligt intryck men är samtidigt en enkel och genomtänkt byggnad med stora arkitektoniska kvaliteter. Det välbevarade och kulturhistoriskt intressanta huset byggnadsminnesförklarades av länsstyrelsen den 3 mars 1995.